# Alina Maksymenko
Alina Oleksandrivna Maksymenko (in ucraino Аліна Олександрівна Максименко?; Zaporižžja, 10 luglio 1991) è un'ex ginnasta ucraina.

## Carriera

### Senior
Nel 2008 Maksymenko entra a far parte della squadra nazionale senior, e partecipa quindi ai Giochi della XXIX Olimpiade, arrivando ottava nell'all-around.
Nel 2009 partecipa ai Campionati mondiali di ginnastica ritmica di Mie, dove arriva sedicesima.
Nel 2010 ai Campionati mondiali di ginnastica ritmica di Mosca arriva quinta, ed è l'unica ginnasta (insieme ad Aliya Garayeva) a qualificarsi per tutte e quattro le finali.
Nel 2011 alla Deriugina World Cup vince tre ori e un argento. All'Universiade di Shenzen vince l'argento al cerchio e il bronzo alle clavette. Ai Campionati mondiali di ginnastica ritmica di Montpellier vince il bronzo nella gara a team (con Hanna Rizatdinova, Viktoria Mazur e Victoriia Shynkarenko) e si qualifica per i Giochi della XXX Olimpiade.
Nel 2012 al LA Lights di Los Angeles arriva seconda dietro ad Hanna Rizatdinova. Alla Deriugina Cup arriva seconda dietro a Daria Dmitrieva. Ai Giochi della XXX Olimpiade arriva sesta.
Nel 2013 al LA Lights di Los Angeles arriva seconda dietro ad Hanna Rizatdinova. Al Grand Prix di Holon arriva dodicesima e poi prima alle clavette. Partecipa alla sua prima Coppa del Mondo, la World Cup di Lisbona, dove arriva quinta. Alla Irina Deleanu Cup arriva seconda nell'all-around e prima alle clavette. Vince un bronzo all-around anche alla World Cup di Pesaro. Non prende parte alla World Cup di Sofia per via di un infortunio. Ai Campionati europei di ginnastica ritmica di Vienna vince l'argento nella gara a team (con Hanna Rizatdinova e Viktoria Mazur). Al Torneo Internazionale "Ciutat de Barcelona" arriva seconda dietro a Alexandra Merkulova. All'Universiade di Kazan' arriva quarta dietro ad Hanna Rizatdinova, sua connazionale, seconda al cerchio (con Hanna Rizatdinova, a pari merito), terza alle clavette (con un altro con Rizatdinova). Ai Giochi mondiali di Cali arriva terza sia alla palla sia alle clavette. Ai Campionati mondiali di ginnastica ritmica di Kiev arriva settima nell'all-around e terza alle clavette. In seguito all'invito degli allenatori della Deriugina School, la sua società, di diventare anche lei allenatrice, Maksymenko conclude la sua carriera da ginnasta.

## Palmarès

### Campionati mondiali
| Anno | Città       | Risultato | Specialità |
| ---- | ----------- | --------- | ---------- |
| 2011 | Montpellier | Bronzo    | Team       |
| 2013 | Kiev        | Bronzo    | Clavette   |

### Campionati europei
| Anno | Città  | Risultato | Specialità |
| ---- | ------ | --------- | ---------- |
| 2009 | Baku   | Bronzo    | Team       |
| 2011 | Minsk  | Bronzo    | Clavette   |
| 2011 | Minsk  | Bronzo    | Team       |
| 2013 | Vienna | Argento   | Team       |

### Giochi mondiali
| Anno | Città | Risultato | Specialità |
| ---- | ----- | --------- | ---------- |
| 2013 | Cali  | Bronzo    | Palla      |
| 2013 | Cali  | Bronzo    | Clavette   |

### Universiadi
| Anno | Città    | Risultato | Specialità |
| ---- | -------- | --------- | ---------- |
| 2011 | Shenzhen | Argento   | Cerchio    |
| 2011 | Shenzhen | Bronzo    | Clavette   |
| 2013 | Kazan'   | Argento   | Cerchio    |
| 2013 | Kazan'   | Bronzo    | Clavette   |

### Coppa del mondo
| Anno | Città            | Risultato | Specialità |
| ---- | ---------------- | --------- | ---------- |
| 2009 | Kiev             | Argento   | Fune       |
| 2009 | Kiev             | Bronzo    | Palla      |
| 2010 | Corbeil-Essonnes | Argento   | Fune       |
| 2011 | Kiev             | Argento   | All-Around |
| 2011 | Kiev             | Oro       | Cerchio    |
| 2011 | Kiev             | Oro       | Clavette   |
| 2011 | Kiev             | Oro       | Nastro     |
| 2012 | Kiev             | Argento   | All-Around |
| 2012 | Kiev             | Argento   | Cerchio    |
| 2012 | Kiev             | Oro       | Palla      |
| 2013 | Bucarest         | Argento   | All-Around |
| 2013 | Bucarest         | Bronzo    | Cerchio    |
| 2013 | Bucarest         | Bronzo    | Clavette   |